# Studio Universal Brasil
Studio Universal é um canal de televisão por assinatura brasileiro perado pela Globo em uma empreendimento conjunto com a NBCUniversal.
Desde sua fundação em 2010, o canal operava com o sinal Standard Definition (SD), mas isso só mudou com um rebranding promovido pela Universal Studios mundialmente para os países que possuem o canal. No Brasil, o rebranding deu início a partir do dia 1º de maio de 2016, com novo slogan, novo site, sinal simulcast ao SD, só que em High Definition (HD), e a atualização de novos filmes tanto da Universal Studios como também dos estúdios parceiros da Globo nos canais Megapix e Rede Telecine.
O narrador dos anúncios do canal é o locutor e dublador Luiz Laffey.

## Blocos
- Studio Movie: O Studio Movie oferece uma selecionada experiência cinematográfica por meio de uma variedade de filmes dos maiores realizadores do cinema exibindo títulos dos mais diversos gêneros – tudo isso com o carimbo dos grandes estúdios de Hollywood.[2]
- Studio Original: filmes originais produzidos pela Universal em parceria com produtoras da NBC.

## Minissérie
- The Slap

## Séries brasileiras
- Conselho Tutelar
- Natália
- Rotas do Ódio
- Amigo de Aluguel
- Cinelab